# 笠井正博
笠井 正博（かさい まさひろ、1954年 - ）は、東京都出身の版画家。

## 経歴
1954年東京生まれ。東京学芸大学在学中は、小学校の美術教員を目指していた。卒業間近に井上公三に影響をうけ東京学芸大学卒業後にフランスに渡り、井上公三のもとでセリグラフや壁画を、フランス・パリ・ボザールでリトグラフを学ぶ。1981年に帰国すると、銀座ギャラリー手、名古屋ギャルリーユマニテ、銀座養清堂画廊、広島ギャラリーたむら、大阪ギャラリープチフォルム等で個展を開催。高知県安芸市のタマイホテル、広島県広島市の広島センチュリーホテル、愛知県名古屋市の布池教会、愛知県春日井市の春日井市文化センター、東京都の芝パークホテルなどの壁画を手掛ける。ポーランド・クラクフ版画トリエンナーレ、スロベニア・リュブリアナ版画ビエンナーレ、クロアチア・スプリト版画ビエンナーレなど国内外のコンペに出品・受賞。作品はパリ国立図書館（フランス国立図書館のことか?）、大阪現代美術館（館名は正確に記載せよ）などに収蔵されている。
シルクスクリーンを主に、ガラス絵、水彩などの作品がある。
趣味は料理。腕前はプロ並み。